# Xystrocera brunnea
Xystrocera brunnea es una especie de escarabajo longicornio del género Xystrocera, categorizada en la tribu Xystrocerini, de la subfamilia Cerambycinae. Fue descrita por Aurivillius en 1924.

## Descripción
Mide 13 mm de longitud.

## Distribución
Se distribuye por Indonesia y Malasia.